# 알렉스 베렝게르
알레한드로 "알렉스" 베렝게르 레미로(스페인어: Alejandro "Álex" Berenguer Remiro, 1995년 7월 4일, 나바라 주 팜플로나 ~)는 스페인의 프로 축구 선수로, 현재 아틀레틱 빌바오에서 측면 미드필더로 활약하고 있다.

## 클럽 경력

### 오사수나
베렝게르는 팜플로나 주 나바라 출신이며, 그의 부계는 알메리아쪽 사람이다. 그는 오사수나의 유소년부를 졸업하고 2013-14 시즌에 테르세라 디비시온에 속한 2군 소속으로 성인 무대 신고식을 치렀다.
2014년 9월 10일, 베렝게르는 0-2로 패한 알라베스와의 그 시즌 코파 델 레이 경기에서 케난 코드로와 교체되어 들어가 프로 무대 첫 경기를 치렀다. 그는 이듬해 1월 10일에 세군다 디비시온 첫 경기를 치렀는데, 1-1로 비긴 레크레아티보와의 원정 경기에서 교체 투입되었다.
2015년 8월 30일, 베렝게르는 미란데스와의 경기에서 1-0 결승골을 기록해 첫 프로 무대 골을 넣었다. 이듬해 1월 29일, 그는 2020년까지 계약을 연장했고, 그 시즌에 39경기 출전해 3골을 기록하였고, 라 리가 승격에 일조했다.
2016년 9월 22일, 베렝게르는 스페인 최상위 리그 첫 경기를 치렀는데, 에스파뇰과의 안방 경기에서 1-2로 패했다. 이듬해 4월 5일, 그는 1부 리그 첫 득점을 기록했는데, 알라베스와의 원정 경기에서 1-0 결승골을 기록했다.

### 토리노
2017년 7월 17일, 베렝게르는 €5.5M(€1M 보너스 제외)에 이탈리아의 토리노로 매각되었다. 또한, 아틀레틱 빌바오로 이적할 경우 €1.5M이 더 붙는다는 조항이 계약서에 명시되었다. (베렝게르는 아틀레틱과의 계약에 근접했지만, 오사수나와 아틀레틱 간의 경쟁의식 과열로 아틀레틱이 유소년 선수를 '낚아챈다'는 주장까지 나왔다.)

### 아틀레틱 빌바오
2020년 10월 2일, 아틀레틱은 베렝게르의 이적을 놓고 토리노와 합의를 보았고, 선수는 새 구단과 4년 게약을 맺었다.

## 경력 통계
2021년 7월 1일 기준
| 구단            | 시즌      | 리그              | 리그 | 리그 | 컵   | 컵 | 대륙 | 대륙 | 기타 | 기타 | 합계 | 합계 |
| 구단            | 시즌      | 리그명            | 출장 | 골   | 출장 | 골 | 출장 | 골   | 출장 | 골   | 출장 | 골   |
| --------------- | --------- | ----------------- | ---- | ---- | ---- | -- | ---- | ---- | ---- | ---- | ---- | ---- |
| 오사수나 B      | 2013–14   | 테르세라 디비시온 | 13   | 1    | –    | –  | –    | –    | 1    | 0    | 14   | 0    |
| 오사수나 B      | 2014–15   | 테르세라 디비시온 | 18   | 8    | –    | –  | –    | –    | 1    | 0    | 39   | 3    |
| 오사수나 B      | 합계      | 합계              | 31   | 9    | 0    | 0  | 0    | 0    | 2    | 0    | 33   | 9    |
| 오사수나        | 2014–15   | 세군다 디비시온   | 13   | 0    | 1    | 0  | –    | –    | –    | –    | 14   | 0    |
| 오사수나        | 2015–16   | 세군다 디비시온   | 38   | 3    | 0    | 0  | –    | –    | 1    | 0    | 39   | 3    |
| 오사수나        | 2016–17   | 라 리가           | 29   | 1    | 2    | 1  | –    | –    | –    | –    | 31   | 2    |
| 오사수나        | 합계      | 합계              | 80   | 4    | 3    | 1  | 0    | 0    | 1    | 0    | 84   | 5    |
| 토리노          | 2017–18   | 세리에 A          | 22   | 1    | 3    | 1  | –    | –    | –    | –    | 25   | 2    |
| 토리노          | 2018–19   | 세리에 A          | 31   | 2    | 3    | 0  | –    | –    | –    | –    | 34   | 2    |
| 토리노          | 2019–20   | 세리에 A          | 29   | 6    | 2    | 0  | 5    | 0    | –    | –    | 36   | 6    |
| 토리노          | 2020–21   | 세리에 A          | 2    | 0    | 0    | 0  | –    | –    | –    | –    | 2    | 0    |
| 토리노          | 합계      | 합계              | 84   | 9    | 8    | 1  | 5    | 0    | 0    | 0    | 97   | 10   |
| 아틀레틱 빌바오 | 2019–20   | 라 리가           | –    | –    | 1    | 0  | –    | –    | –    | –    | 1    | 0    |
| 아틀레틱 빌바오 | 2020–21   | 라 리가           | 35   | 8    | 6    | 1  | –    | –    | 2    | 0    | 43   | 9    |
| 아틀레틱 빌바오 | 합계      | 합계              | 35   | 8    | 7    | 1  | 0    | 0    | 2    | 0    | 44   | 9    |
| 경력 합계       | 경력 합계 | 경력 합계         | 230  | 30   | 18   | 3  | 5    | 0    | 5    | 0    | 258  | 34   |

1. 1 2 3  승격 플레이오프전 출장 경기 기록 포함
2. ↑  유로파리그 출장 경기 기록 포함
3. ↑  2021년에 치러진 2020 코파 델 레이 결승전 출장 경기 기록 포함
4. ↑  수페르코파 데 에스파냐 출장 경기 기록 포함

## 수상
아틀레틱 빌바오
- 수페르코파 데 에스파냐: 2020–21[16]
- 코파 델 레이 준우승: 2019–20,[17] 2020–21[18]